# L'Anti-maçon
 L’Anti-maçon, « Organe de la Ligue du Labarum anti-maçonnique » (il devient ensuite la Revue hebdomadaire illustrée du mouvement anti-maçonnique), est un hebdomadaire antimaçonnique français (Paris, 1er janvier 1896 - 1897) dirigé par Léo Taxil (sous le pseudonyme de Paul de Régis), secondé par Jules Doinel (sous le pseudonyme de Kostka de Borgia).